# Artiom Yenin
Artiom Yenin (en ruso: Артём Валерьевич Енин; Yaroslavl, RSFS de Rusia; 6 de agosto de 1976 – 8 de octubre de 2024) fue un futbolista ruso que jugó en la posición de centrocampista.

## Carrera

### Club
| Periodo   | Club                   | Apariciones | Goles |
| --------- | ---------------------- | ----------- | ----- |
| 1993      | FC Spartak Kostroma    | 28          | 1     |
| 1994      | FC Shinnik Yaroslavl   | 27          | 0     |
| 1995      | FC Neftyanik Yaroslavl | 24          | 4     |
| 1996      | FC Dynamo Vologda      | 37          | 7     |
| 1997–1999 | FC Shinnik Yaroslavl   | 91          | 6     |
| 2000–2001 | PFC CSKA Moscow        | 12          | 0     |
| 2001–2002 | FC Shinnik Yaroslavl   | 13          | 0     |
| 2003–2004 | FC Spartak Nalchik     | 77          | 3     |
| 2005      | FC Ural Yekaterinburg  | 38          | 0     |
| 2006      | FC Spartak Lukhovitsy  | 34          | 4     |
| 2007–2010 | FC Spartak Kostroma    | 123         | 4     |

### Selección nacional
Yenin jugó para Rusia en una ocasión el 23 de septiembre de 1998 en un partido amistoso ante España.